# August III
August III av Polen, kurfurst Fredrik August II av Sachsen, född den 17 oktober 1696 i Dresden, död där den 5 oktober 1763, var kung av Polen och kurfurste av Sachsen.

## Biografi
August var son till August II och Christiane Eberhardine av Brandenburg-Bayreuth. Han blev uppfostrad till att efterträda sin fader som herre över Polen–Litauen och Sachsen. År 1712 konverterade han till katolicismen, först hemligt, men 1717 offentligt i samband med hans förhandlingar om giftermål med Maria Josefa av Österrike. Efter sin faders död övertog han tronen i Sachsen och hade även förhoppningar om att bli vald till Polens kung, men majoriteten valde i stället faderns gamle motståndare, Stanislaus Leszczynski, som understöddes av Frankrike. Tack vare Ryssland och Österrikes hjälp lyckades han dock få överhanden i Polen genom polska tronföljdskriget och valdes till kung i Polen 1736. Hans inflytande som polsk kung blev dock obetydligt.
Trots att August III erkänt den pragmatiska sanktionen, försökte han i österrikiska tronföljdskriget göra sin gemåls arvsanspråk gällande, men övergick sedan av fruktan för Preussens växande makt på Österrikes sida. När Fredrik II vid sjuårskrigets början besatte Sachsen, måste August bege sig till Polen och stannade där under hela kriget. Vid freden 1763 återvände han till Sachsen, men dog kort därefter.
August hade ärvt faderns konstsinne och praktlystnad och bidrog till att göra Dresden till en av Tysklands konstnärligt mest betydande städer. För politiken hade han däremot inget större intresse, utan lämnade styrelsen åt gunstlingar, av vilka Heinrich von Brühl var den främste.

## Familj
August var gift med Maria Josefa av Österrike (1699–1757) . 
Barn:
1. Fredrik Kristian av Sachsen (1722–1763)
2. Maria Amalia av Sachsen (1724–1760), gift med Karl III av Spanien
3. Maria Anna Sophie av Sachsen (1728–1797), gift med Maximilian III Joseph av Bayern
4. Frans Xavier av Sachsen (1730–1806), regent av Sachsen 1763–1768
5. Maria Josefa av Sachsen (1731–1767), gift med Ludvig av Frankrike.
6. Karl av Sachsen (1733–1796), hertig av Kurland
7. Maria Christina av Sachsen (1735–1782), abbedissa av Remiremont
8. Albert Kasimir av Sachsen-Teschen (1738–1822), gift med Maria Kristina av Österrike
9. Maria Kunigunde av Sachsen (1740–1836), abbedissa av Essen